# Волож, Тола
Анатоль (Тола) Волож (фр. Anatole (Tola) Vologe; 25 мая 1909, Вильна — 28 мая 1944 или 3 июня 1944, 7-й округ Лиона) — французский хоккеист на траве, легкоатлет и игрок в настольный теннис. Участник летних Олимпийских игр 1936 года.

## Биография
Тола Волож родился 25 мая 1909 года в российском городе Вильна (сейчас Вильнюс в Литве). Имел русское и еврейское происхождение.
Вместе с матерью, носившей фамилию Строгова, поселился в Париже.

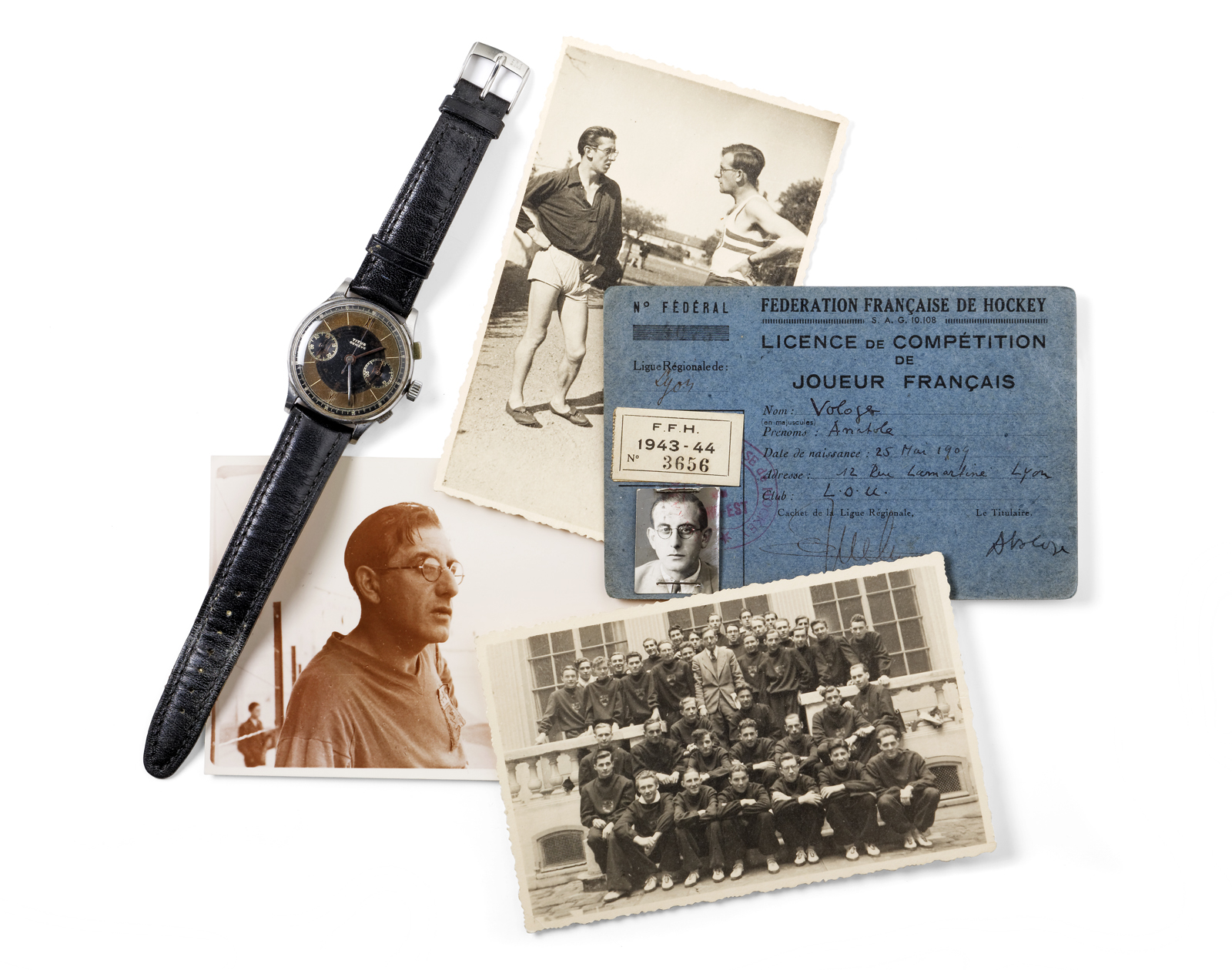
Фотографии, документы и часы Толы Воложа в музее Центра истории Сопротивления и депортации

Выступал в соревнованиях за парижский «Стад Франсез», а после переезда в Лион в июне 1940 года — за ЛОУ.
Начал заниматься хоккеем на траве во время учёбы в Великобритании. В составе «Стад Франсез» восемь раз становился чемпионом Франции (1931—1935, 1937—1939).
В 1936 году вошёл в состав сборной Франции по хоккею на траве на летних Олимпийских играх в Берлине, занявшей 4-е место. Играл в поле, провёл 5 матчей, мячей не забивал. Сыграл за сборную Франции 32 матча.
Выступал в соревнованиях по лёгкой атлетике за лионский ЛОУ. Трижды становился чемпионом Франции в эстафете 4х400 метров. Дважды выступал за сборную страны в международных соревнованиях: в 1931 году в эстафете 4х400 метров в матче со сборной мира и в 1936 году в эстафете 800+200+200+400 метров в матче со сборными Японии и США.
Также выступал за сборную Франции по настольному теннису в парном разряде. В 1928 году вместе с Раймоном Верже стал первым чемпионом страны.
В Лионе был участником сети движения Сопротивления «Спорт Либре». Волож скрывался, в том числе от обязательной трудовой повинности.
24 мая 1944 года был арестован в баре милицией коллаборационистского правительства Виши и передан гестапо. Одним из тюремщиков был бывший капитан сборной Германии по хоккею на траве.
Застрелен 28 мая 1944 года в Лионе якобы при попытке бегства с территории военно-санитарной школы, куда его вместе с двумя другими задержанными привели на расчистку разрушенного бомбардировкой здания.
Похоронен 10 июня 1944 года на кладбище Ла-Круа-Рус в Лионе. 3 июня 1976 года останки Воложа были перенесены на военное кладбище Дуа в Вийёрбане.

## Память

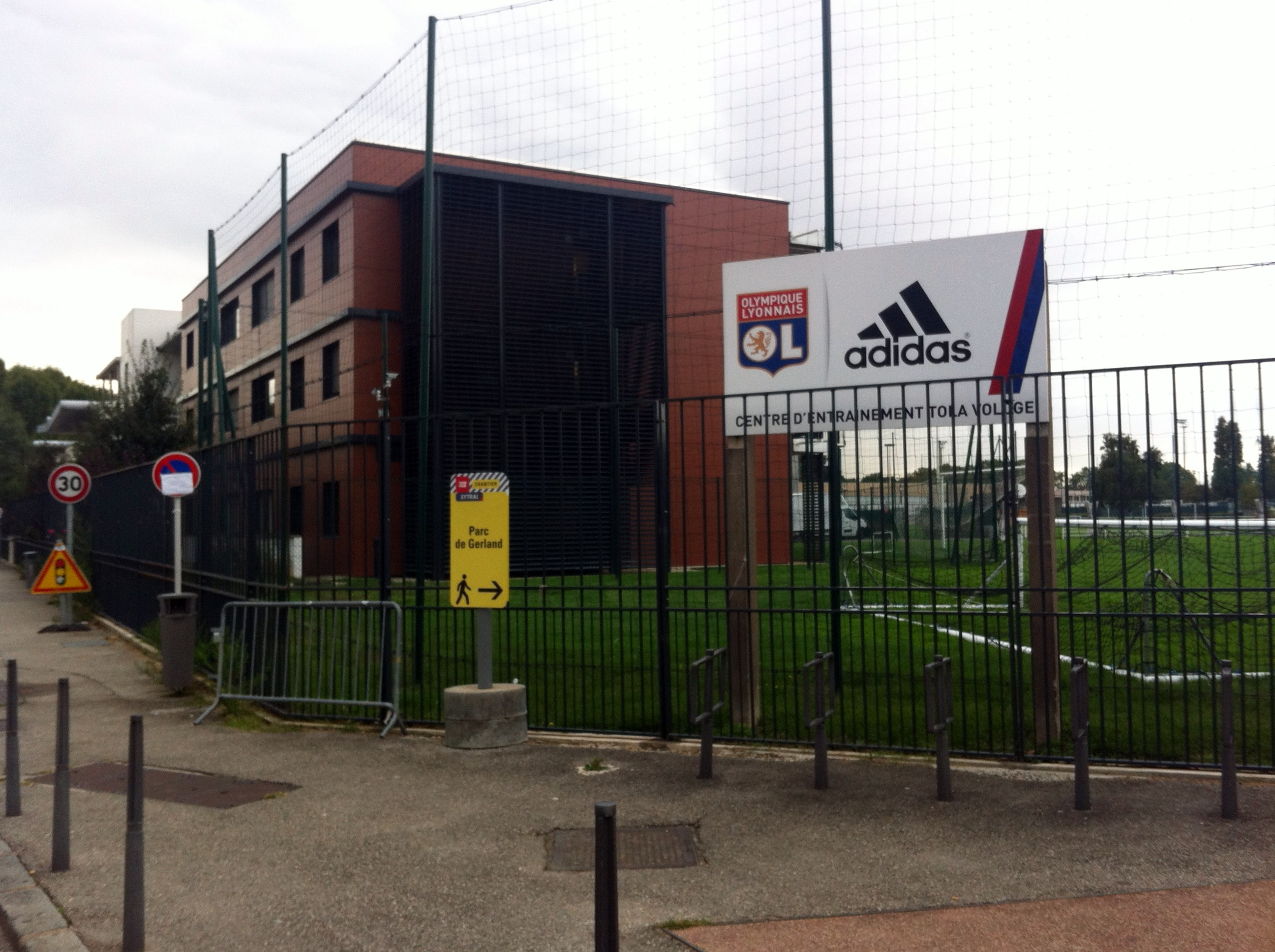
Тренировочный центр клуба «Олимпик Лион», носящий имя Воложа

Именем Толы Воложа назван тренировочный центр футбольного клуба «Олимпик Лион» на улице Пьера де Кубертена, спортзал в коммуне Брон и арена гандбольного клуба «Венисьё».
Фотографии, документы и личные вещи Воложа содержатся в фондах музея Центра истории Сопротивления и депортации в Лионе.